# Основание пирамиды

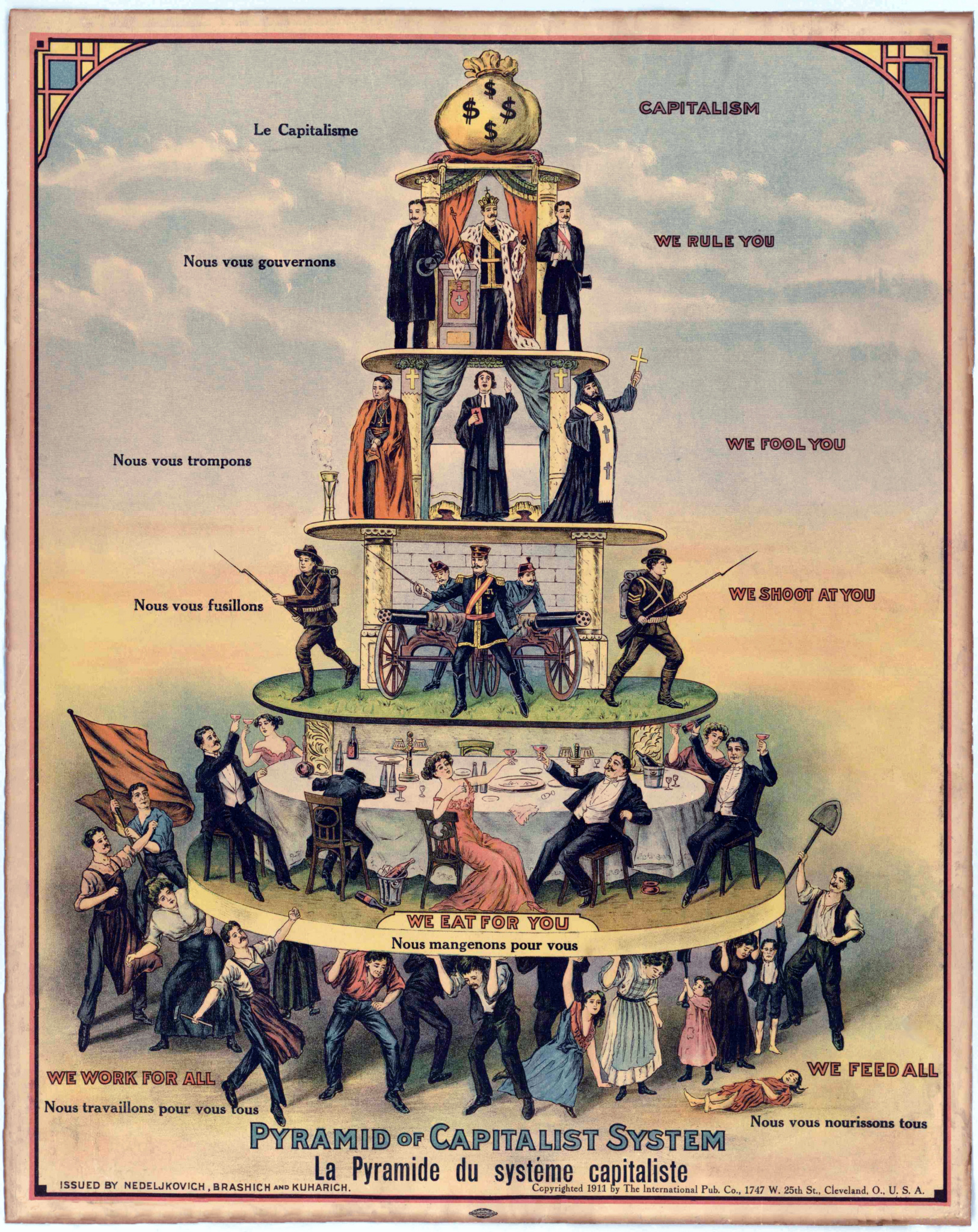
Пирамида капиталистической системы. Постер Индустриальных рабочих мира, 1911.

Об основании многогранника см. Пирамида (геометрия).
Основание пирамиды (англ. bottom of the pyramid; BoP) — экономический термин, обозначающий наиболее многочисленную социально-экономическую группу населения с минимальными доходами.
Обычно к ней относят приблизительно 3-4 млрд жителей Земли с доходами менее 2-4 долларов США в день на человека.
Одним из первых примеров применения термина «основание пирамиды» в рассматриваемом контексте считают выступления Франклина Рузвельта, который 7 апреля 1932 года в разгар Великой депрессии призывал «снова вдохнуть веру в забытого человека из самого основания пирамиды».
Широкое использование в экономической науке термин получил после работ Коимбатуро Прахалада, издавшего в 2004 году книгу «Основание пирамиды: Искоренение нищеты через распределение прибыли» (англ. The Fortune at the Bottom of the Pyramid[уточнить]).
Термин «основание пирамиды» широко применяется в приложении к социальному инвестированию (инвестициям воздействия), социальному предпринимательству и при разработке бизнес-моделей, в число стейкхолдеров которых входит эта группа, например, в качестве потребителей.
Главными характеристиками основания пирамиды считается, во-первых, то, что это население не включено в глобальную рыночную экономику и поэтому не имеет преимуществ от её развития, во-вторых, находящиеся в этой категории люди имеют значительное число неудовлетворённых потребностей самого разного вида — от базовых до финансовых, в-третьих, эта группа не имеет альтернатив в реализации результатов своего труда и зависит от местных работодателей или посредников, которые часто наживаются на этом, в-четвёртых, они вынуждены платить относительно большую цену за потребляемые товары и услуги, зачастую низкого качества, чем находящиеся на других уровнях экономической пирамиды.
Сторонники развития бизнеса, направленного на ресурсы основания пирамиды утверждают, что несмотря на низкую маржу и высокие накладные расходы, из-за гигантских размеров этот рынок является выгодным и перспективным.
Они также утверждают, что корпорации могут повысить уровень жизни бедных, одновременно зарабатывая на них.
Критики подобной концентрации приводят аргументы, что структура доходов основания пирамиды не позволяет говорить о каких-либо преимуществах, относительно работы со средним классом, тем более с учётом линейки возможных к реализации продуктов.